# Marcilio (volley-ball)
 Marcilio José Braga Da Silva dit Marcilio est un joueur de volley-ball brésilien né le 27 avril 1981.
Il mesure 2,01 m et joue au poste d'attaquant.